# Montazali Nazir
Montazali Nazir is een Surinaams dammer.

## Biografie
Montazali Nazir damt bij de club Randjiet Boys en speelt in officiële wedstrijden sinds het begin van de 21e eeuw. Sinds 2007 speelt hij geregeld mee tijdens het Surinaams Kampioenschap. In 2017 kende hij zijn beste toernooi, met een spannende slotfase tijdens het Surinaams Kampioenschap waarin hij met vier anderen om een podiumplaats streed. Aan het slot werd hij tweede, net voor Internationaal Grootmeester Guno Burleson op drie. Hij speelde ook in toernooien als de Roethof Open en de Srefidensi Open.

## Palmares
Hij behaalde een podiumplaats tijdens de volgende kampioenschappen:
| Jaar | plaats | kampioenschap           |
| ---- | ------ | ----------------------- |
| 2017 | Zilver | Surinaams Kampioenschap |